# Non-Essential Personnel
Non-Essential Personnel es el quinto episodio de la quinta temporada y cuadragésimo séptimo episodio a lo largo de la serie de drama y ciencia ficción de TNT Falling Skies. Fue escrito por Jim Barnes y dirigido por Olatunde Osunsanmi. Fue estrenado el 26 de julio de 2015 en Estados Unidos.
La 2nd Mass deja el Barrio Chino pero un pistolero desquiciado toma a Weaver como rehén. Mientras tanto, Tom se dispone a rescatar a Hal de Pope y su peligroso grupo de supervivientes.

## Argumento
Pope y su grupo rescatan a un grupo de personas que Anthony se encarga de entrevistar para saber quién es útil a la causa de Pope y quién no. Isabella, una de los que fueron descartados por Pope se hace pasar por enfermera para poder quedarse. Mientras tanto, Tom es guiado vía radio por Pope a hacia lugares donde supuestamente encontrará a Hal. Por otra parte, la 2nd Mass inicia su camino hacia Fayetteville pero son atacados. Weaver se ofrece para mediar entre las peticiones de los atacantes y los suyos, sin embargo, es herido y hecho prisionero. Después de ser herido por Pope, Hal descubre que Isabella no es enfermera y le advierte del peligro que corre cuando Pope se entere de su mentira, así mismo, le ofrece un lugar en la 2nd Mass a cambio de liberarlo. Weaver ofrece a Marty un lugar en la resistencia después de descubrir que su familia ha muerto y Tom se encuentra con aquellos que fueron echados por Pope, quienes le revela la ubicación donde podría estar Hal. Finalmente, Hal es liberado por Isabella y Tom ataca a Pope, ambos se hieren, sin embargo, Tom es tomado por un Avispón que previamente atacó el campamento de Pope.

## Elenco
| - Noah Wyle como Tom Mason. - Moon Bloodgood como Anne Glass. - Drew Roy como Hal Mason. - Connor Jessup como Ben Mason. - Maxim Knight como Matt Mason. - Colin Cunningham como John Pope. - Sarah Sanguin Carter como Maggie. - Mpho Koahu como Anthony. - Doug Jones como Cochise. - Will Patton como Daniel Weaver. | - Jennifer Ferrin como Rebecca Mason. - Todd Weeks como Marty. - Treva Etienne como Dingaan Botha. - Catalina Sandino Moreno como Isabella. |

## Recepción

### Recepción de la crítica
Chris Carabott de IGN calificó al episodio como grandioso y le otorgó una puntuación de 8.8 sobre 10, comentando: "Sin duda, la lucha para salvar a la Tierra pudo haber pasado a segundo plano gracias a la locura de Pope pero al menos ha sido entretenido. Weaver consigue un momento para brillar, también. Ben y Maggie siguen siendo atraídos entre sí gracias a sus púas del amor".

### Recepción del público
En Estados Unidos, Non-Essential Personnel fue visto por 2.03 millones de espectadores, recibiendo 0.5 millones de espectadores entre los 18 y 49 años, de acuerdo con Nielsen Media Research.